# Powis de Tenbossche

Wapenschild

Powis de Tenbossche is een Belgische adellijke familie.

## Geschiedenis
In 1732 verleende keizer Karel VI erfelijke adel aan Jacques-Benoît Pauwens, grootvader van de hiernavolgende Louis-Benoît. In 1733 werd hem de titel ridder toegekend en aan zijn kinderen vergunning verleend om hun familienaam te wijzigen in Powis.

## Genealogie
- Louis-Benoît Powis de Tenbossche (1772-1847), verkreeg in 1828, onder het Verenigd Koninkrijk der Nederlanden, adelserkenning, maar liet na de open brieven te lichten zodat de benoeming zonder gevolg bleef. Hij trouwde in 1796 in Brussel met Marie-François van Halewyck (1772-1807).
  - Benoît Powis de Tenbossche (1798-1869), trouwde in 1822 in Brussel met Thérèse Martine Cornet de Peissant (1801-1870). Ze kregen een dochter.
    - Caroline Powis de Tenbossche (1825-1904), trouwde in 1845 in Erps-Kwerps met baron Philippe Snoy (1811-1856), burgemeester van Melsbroek. Ze kregen twee zoons, onder wie baron Albert Snoy, en twee dochters, met afstammelingen tot heden.

  - Adolphe Powis de Tenbossche (1800-1868), verkreeg in 1856 erfelijke adelserkenning, met de titel ridder overdraagbaar bij eerstgeboorte. Hij trouwde in 1822 in Brussel met Rose Cornet de Peissant (1804-1887). Ze kregen twee zoons.
    - Louis Powis de Tenbossche (zie hierna)
    - Philippe Powis de Tenbossche (zie hierna)

  - Adèle Powis de Tenbossche (1803-1878), trouwde in 1822 in Brussel met Charles Otto de Mentock (1789-1874), rechter in de rechtbank van eerste aanleg van Brussel. Ze kregen zes zoons, onder wie Adolphe Otto de Mentock, met afstammelingen tot heden.

## Louis Powis de Tenbossche
Louis Powis de Tenbossche (1826-1899), provincieraadslid van Brabant, volksvertegenwoordiger en burgemeester van Eppegem, trouwde in 1858 in Eppegem met Wilhelmina Huughe de Peutevin (1832-1891), dochter van Charles Huughe de Peutevin, secretaris van de Prins van Oranje en staatsraad in buitengewone dienst bij koning Willem II. Ze kregen een dochter, Georgine, die op 16-jarige leeftijd overleed.

## Philippe Powis de Tenbossche
- Philippe Powis de Tenbossche (1828-1901), trouwde in 1852 in Brussel met barones Sophie de Fourneau de Cruquenbourg (1834-1911), dochter van baron Henri de Fourneau de Cruquenbourg, luitenant-generaal, vleugeladjudant van koning Willem I en koning Willem II. Ze kregen een zoon en een dochter.
  - Henri Powis de Tenbossche (1859-1918), verkreeg in 1912 de titel baron overdraagbaar bij eerstgeboorte, trouwde in 1882 in Brussel met Marie-Antoinette de Theux de Meylandt (1860-1909), dochter van Barthélemy de Theux de Meylandt, premier. Ze kregen zeven zoons en twee dochters.
    - Joseph Powis de Tenbossche (1886-1965), burgemeester van Elen, trouwde in 1920 in Heers met Madeleine Desmaisières (1901-1988), dochter van burggraaf Albert Desmaisières, burgemeester van Heers. Ze kregen vijf zoons en een dochter, met afstammelingen tot heden.
    - Philippe Powis de Tenbossche (1892-1976), trouwde in 1920 in Brussel met Marguerite Ruzette (1895-1951), dochter van Albéric Ruzette, advocaat, provincieraadslid van West-Vlaanderen, volksvertegenwoordiger, gouverneur van West-Vlaanderen, senator en minister. Ze kregen twee zoons en drie dochters, met afstammelingen tot heden.
      - Jean-Etienne Powis de Tenbossche (1924-1999), militair en medewerker van de Congolese president Joseph Mobutu.

    - François Powis de Tenbossche (1893-1940), trouwde in 1925 in Parijs met Ida Toscano (1902—). Het huwelijk bleef kinderloos.
    - Benoît Powis de Tenbossche (1895-1954), trouwde in 1922 in Etterbeek met Élisabeth du Roy de Blicquy (1900-1984). Ze kregen vier zoons en twee dochters, met afstammelingen tot heden.
    - Henri Powis de Tenbossche (1897-1980), trouwde in 1927 in Parijs met Renée Gustin (1901-1987). Ze kregen twee dochters, maar zonder nakomelingen.